# Locust Fork
Locust Fork és una població dels Estats Units a l'estat d'Alabama. Segons el cens del 2000 tenia 1.016 habitants.

## Demografia
Segons el cens del 2000, Locust Fork tenia 1.016 habitants, 362 habitatges, i 300 famílies. La densitat de població era de 112,7 habitants/km².
Dels 362 habitatges en un 38,7% hi vivien nens de menys de 18 anys, en un 75,7% hi vivien parelles casades, en un 6,4% dones solteres, i en un 16,9% no eren unitats familiars. En el 15,5% dels habitatges hi vivien persones soles el 6,6% de les quals corresponia a persones de 65 anys o més que vivien soles. El nombre mitjà de persones vivint en cada habitatge era de 2,81 i el nombre mitjà de persones que vivien en cada família era de 3,12.
Per edats la població es repartia de la següent manera: un 28,1% tenia menys de 18 anys, un 7,3% entre 18 i 24, un 31,4% entre 25 i 44, un 22,5% de 45 a 60 i un 10,7% 65 anys o més.
L'edat mediana era de 34 anys. Per cada 100 dones hi havia 102,8 homes. Per cada 100 dones de 18 o més anys hi havia 96,5 homes.
La renda mediana per habitatge era de 39.333 $ i la renda mediana per família de 41.912 $. Els homes tenien una renda mediana de 36.797 $ mentre que les dones 24.688 $. La renda per capita de la població era de 17.563 $. Aproximadament el 6,6% de les famílies i el 8,3% de la població estaven per davall del llindar de pobresa.

## Poblacions properes
El següent diagrama mostra les poblacions més properes.